# Герб Північної Македонії
Герб Північної Македонії прийнятий народними зборами Македонії 27 липня 1947. Дизайн герба відповідає традиції державних емблем соціалістичних країн. Емблема представляє лише пейзажну характеристику і не містить жодних історичних символів Македонії. На ній зображені гора Кораб, вода (символізує річки) та сонце, герб обрамляють основні культури, що вирощуються в Македонії (пшениця, мак, тютюн та бавовна). Внизу розташована стрічка, вишита народним орнаментом.
У 1991, коли Македонія здобула незалежність, постало питання про новий державний герб, однак усі запропоновані варіанти були відхилені і був збережений герб соціалістичної Македонії.
У 2009 Парламент Македонії ухвалив рішення прибрати із зображення герба червону п'ятипроменеву зірку як символ комунізму.

## Історія герба
|  | Герб Народної Республіки Македонія 1944—1946                                                    |
|  | Герб Соціалістичної Республіки Македонія 1947—1991 та незалежної Республіки Македонія 1991—2009 |
|  | Неофіційний проєкт герба Північної Македонії                                                    |
|  | Неофіційний проєкт герба Північної Македонії 1992                                               |
|  | Проєкт герба, підтриманого урядом Македонії у 2014                                              |